# Glostora Tango Club
Glostora Tango Club fue un programa que se transmitió por LR1 Radio el Mundo de Argentina, de lunes a viernes de 20:00 a 20:15 entre el 1° de abril de 1946 y el año 1968. Consistía en la ejecución en vivo de tres tangos en el auditórium principal de la radioemisora, que inicialmente estuvo a cargo de la orquesta de Alfredo de Ángelis que, más adelante, se alternó con otras orquestas de primera línea.
El eslogan con el que se presentaba el programa era "la cita obligada de la juventud triunfadora".

## Contexto comercial
En 1945 los hombres usaban el cabello corto, lacio, aplastado con ayuda de un fijador. El producto tradicional, Gomina de la empresa Brancato hecha sobre la base de goma de tragacanto veía disputar el mercado con el nuevo producto marca Glostora, una emulsión ambarina con ligero perfume. Ese año LR3 Radio Belgrano dispuesta a disputar la supremacía de Radio El Mundo, lanzó el programa La voz triunfadora en el Cancionero Glostora: Alberto Castillo, que se transmitía los martes y los jueves a las 21,30 con el auspicio de la fabricante del producto, Compañía Argentina Sydney Ross S. A.. El programa, que incluía un espacio a cargo de un conocido periodista destinado al deporte, titulado El deportivo para la juventud triunfadora con el comentarista Enzo Ardigó apuntaba claramente hacia un nicho de mercado formado por gente joven de los dos sexos.

## Las orquestas y cantores
Con ese contexto Radio El Mundo inició su nuevo programa anunciado como "la cita obligada de la juventud triunfadora". El programa arrancó con la actuación de la orquesta de Alfredo de Ángelis con sus cantores Carlos Dante y Julio Martel que en años posteriores fueron sucedidos por otros cantantes como Oscar Larroca, Juan Carlos Godoy, Roberto “Chocho” Florio, Lalo Martel, Roberto Mancini, Carlos Aguirre y Juan Alberto Cuello. En la primera emisión Carlos Dante cantó La brisa, seguido por Julián Martel con Misa de 11 y finalizando con los dos cantando Soñar y nada más.

## Los tangos
Se ejecutaban tres tangos en cada emisión y allí De Ángelis estrenó con el dúo Dante-Martel más de veinte canciones, como Pastora, Pregonera y Soñar y nada más y popularizó incontables tangos, como La brisa, Lunes, Mocosita, No me importa su amor, Soy un arlequín, en la voz de Carlos Dante; Campanita, Jirón Porteño, Rosicler y La vida me engañó, en la de Julio Martel.
A partir de 1951 los ciclos de De Ángelis se alternaron con los de otras orquestas, como las de 
Francisco Canaro, Ricardo Tanturi, Miguel Caló, Juan Sánchez Gorio, Juan D’Arienzo, Héctor Varela, José Basso, Armando Pontier, Alfredo Gobbi, Enrique Mario Francini, Osvaldo Pugliese, Rodolfo Biagi, Florindo Sassone, Donato Racciatti y Jorge Arduh.

## La estructura del programa
La presentación y locución estaba a cargo de Rafael Díaz Gallardo, Lucia Marcó y Valentín Villoria que informaban que"el fijador del gran mundo, al alcance de todo el mundo", presentaba a su "astro exclusivo para la radiofonía argentina". La ejecución en vivo se realizaba en el auditórium número uno de la sede de la radio ubicada en la calle Maipú 555, el único edificio entonces construido con el objetivo de ser una radio y en los momentos previos se formaban largas filas para presenciar las actuaciones de una orquesta cuyos cantores Julio Martel y Carlos Dante eran ídolos admirados por sus seguidores.
El programa se transmitía de lunes a viernes de 20 a 20:15 horas por Radio El Mundo y la Cadena Azul y Blanca y también era escuchado por onda corta, incluso en países hermanos., era precedido de 19,30 a 19,45 por la radiocomedia Qué pareja encabezada por Héctor Maselli y Blanquita Santos y auspiciada por el jabón Rinso y de allí hasta las 20 horas por el policial Peter Fox lo sabía, una creación de Alfredo Marino con libretos de Miguel de Calasanz. Inmediatamente después del Glostora Tango Club venían los 15 minutos del popular programa de Los Pérez García y el noticiero estatal que se transmitía por la cadena nacional –inicialmente a las 20,30 horas y desde 1952, por iniciativa del Subsecretario de Prensa y Difusión Raúl Apold a las 20,25 “hora en que Eva Perón pasó a la inmortalidad”, como decía el locutor.

## Valoración
El programa sigue siendo recordado por su excelencia y calor popular y es un referente indiscutido del tango en la radiofonía.. Tenía mucha audiencia, el público hacía largas filas en la puerta de la emisora para asistir a las actuaciones de la orquesta en vivo, y los cantores Julio Martel y Carlos Dante eran ídolos admirados por sus seguidores.
Adet evocaba años después su vivencia del programa en esta forma:

” Se escuchaba el aplauso del público que entonces colmaba las instalaciones de la radio, se oían voces y risas y uno se imaginaba un universo de estrellas, de hombres vestidos con elegantes trajes y mujeres con ropa de gala.” 